# Andrena tibialis
Andrena tibialis là một loài ong trong họ Andrenidae. Loài này được Kirby miêu tả khoa học đầu tiên năm 1802.